# Cleveland (hrabstwo Marathon)
Cleveland – miasto w Stanach Zjednoczonych, w stanie Wisconsin, w hrabstwie Marathon.